# Pensi La
Pensi La ou Pensi-la ("passo de Pensi") é um passo de montanha na região do Ladaque, noroeste da Índia. É conhecido como a "Porta do Zanskar" por ser um dos únicos acessos a essa região praticamente isolada nas montanhas.
O passo situa-se a 4 400 metros de altitude, acima do vale de Suru, e por ele passa a única estrada que liga o Zanskar com o resto do mundo, entre Cargil (capital do distrito) e Padum (a sede administrativa do Zanskar). Fica 26 km a sul de Rangdum, 153 km a sul-sudeste de Cargil e 78 km a noroeste de Padum. O único cume que se avista do passo eleva-se a 7 012 m de altitude e a montanha que fica a norte a 6 873 m.
O passo fica na divisória de águas das bacias dos rios Suru e do Stoda (ou Stod). O primeiro é um afluente importante do rio Indo, no qual desagua em Cargil. O Doda nasce no glaciar de Drang-Drung, situado na encostas a oeste de Pensi La e provavelmente o maior glaciar do Ladaque a seguir ao de Siachen. O Doda é um dos dois principais braços do rio Zanskar, o qual é formado com a confluência do Doda com o Tsarap, poucos quilómetros a nordeste de Padum.
Devido aos fortes nevões, a estrada que passa por Pensi La só está aberta ao trânsito entre maio e outubro. Antes da estrada ser construída, o passo só era transitável durante os três meses de verão; durante o inverno, o Zanskar só é acessível a pé através do leito gelado do rio Zanskar, o chamado Chadar trek.